# العلاقات الأرمينية الباهاماسية
العلاقات الأرمينية الباهاماسية هي العلاقات الثنائية التي تجمع بين جُمْهُورِيَّة أَرْمينيا وجُزر البهاما.

## مقارنة بين البلدين
هذه مقارنة عامة ومرجعية للدولتين:
| وجه المقارنة                                              | أرمينيا                    | باهاماس      |
| --------------------------------------------------------- | -------------------------- | ------------ |
| المساحة (كم2)                                             | 29.74 ألف                  | 13.88 ألف    |
| عدد السكان (نسمة)                                         | 2.93 مليون                 | 395.36 ألف   |
| الكثافة السكانية (ن./كم²)                                 | 98.52                      | 28.48        |
| العاصمة                                                   | يريفان                     | ناساو        |
| اللغة الرسمية                                             | لغة أرمنية                 | لغة إنجليزية |
| العملة                                                    | درام أرميني                | دولار بهامي  |
| الناتج المحلي الإجمالي (بليون دولار)                      | 11.54 مليار                | 12.16 مليار  |
| الناتج المحلي الإجمالي (تعادل القوة الشرائية) بليون دولار | 25.41 مليار                | 8.92 مليار   |
| الناتج المحلي الإجمالي الاسمي للفرد دولار أمريكي          | 3.49 ألف                   | 22.82 ألف    |
| الناتج المحلي الإجمالي للفرد دولار أمريكي                 | 8.07 ألف                   |              |
| مؤشر التنمية البشرية                                      | 0.743                      | 0.790        |
| رمز المكالمات الدولي                                      | +374                       | +1242        |
| رمز الإنترنت                                              | .am، .հայ ‏                 | .bs          |
| المنطقة الزمنية                                           | ت ع م+04:00، توقيت أرمينيا | 00           |

## منظمات دولية مشتركة
يشترك البلدان في عضوية مجموعة من المنظمات الدولية، منها:
| علم المنظمة | اسم المنظمة                               | تاريخ انضمام أرمينيا | تاريخ انضمام باهاماس |
| ----------- | ----------------------------------------- | -------------------- | -------------------- |
|             | مؤسسة التنمية الدولية                     | 25 أغسطس 1993        | 23 يونيو 2008        |
|             | يونسكو                                    | 9 يونيو 1992         | 23 أبريل 1981        |
|             | وكالة ضمان الاستثمار متعدد الأطراف        | 5 ديسمبر 1995        | 4 أكتوبر 1994        |
|             | الأمم المتحدة                             | 2 مارس 1992          | 18 سبتمبر 1973       |
|             | الفريق المعني برصد الأرض                  | ?                    | ?                    |
|             | الاتحاد البريدي العالمي                   | ?                    | ?                    |
|             | البنك الدولي للإنشاء والتعمير             | 16 سبتمبر 1992       | 21 أغسطس 1973        |
|             | الاتحاد الدولي للاتصالات                  | 30 يونيو 1992        | 19 أغسطس 1974        |
|             | منظمة حظر الأسلحة الكيميائية              | ?                    | ?                    |
|             | مؤسسة التمويل الدولية                     | 18 أبريل 1995        | 8 ديسمبر 1986        |
|             | المركز الدولي لتسوية المنازعات الاستشارية | 16 أكتوبر 1992       | 18 نوفمبر 1995       |
|             | منظمة الشرطة الجنائية الدولية             | ?                    | ?                    |

## وصلات خارجية
- موقع وزارة الخارجية الأرمينية